# Dasiops inedulis
Dasiops inedulis är en tvåvingeart som beskrevs av Steyskal 1980. Dasiops inedulis ingår i släktet Dasiops och familjen stjärtflugor. Inga underarter finns listade i Catalogue of Life.